# Агрономов, Николай Александрович
Николай Александрович Агрономов (1886—1929) — русский советский педагог-математик.

## Биография
Родился в Риге 12 октября 1886 года[по какому календарю?] в семье педагога.
Учился в Рижской и Вологодской гимназиях. В 1905 году в журнале «Вестник опытной физики и элементарной математики» была напечатана статья гимназиста 8-го класса Николая Агрономова: «К теории непрерывных дробей». Во время обучения на математическом отделении физико-математического факультета Санкт-Петербургского университета в этом журнале были напечатаны ещё три его статьи. Кроме того, четыре работы были напечатаны в бельгийском журнале «Mathesis» — по темам объявленных журналом задач.
По семейным обстоятельствам он был вынужден работать вне высшей школы: с 1910 года был преподавателем средних учебных заведений Ревеля, но продолжал научную деятельность, регулярно публикуя свои работы, в том числе в новом журнале Московского математического кружка «Математическое образование». До 1917 года он был также председателем и членом правления ревельского Педагогического общества. С 1915 года в течение двух с половиной лет он издавал и редактировал журнал «Математический листок».
Его научно исследовательская деятельность особенно усилилась с 1914 года; за период 1914—1916 годов в русских и иностранных журналах появилось 45 его работ, тематика которых была разнообразна, но акцентирована на «целое число» и «треугольник».
После февральской революции 1917 года он стал первым председателем Эстляндского учительского профессионального объединения. В конце 1917 года был вынужден уехать в Ставропольскую губернию, где в г. Благодарный работал в земском реальном училище.
В 1919 году он стал преподавателем высшей школы — избран доцентом Кубанского политехнического института. Затем он стал профессором математики и проректором Ставропольского сельскохозяйственного института, где в 1921—1923 годах занимал должность ректора.
В 1923 году переехал на Дальний Восток, где получил в заведование кафедру математики Дальневосточного университета; в течение трёх с половиной лет был его проректором. В 1927 году был командирован в Японию — «для установления культурных связей», а в сентябре 1928 года был представителем Дальневосточного университета на Международном математическом конгрессе в Италии. Доцент ДВПИ З. И. Турчанинова отмечала: «Непревзойдёнными по мастерству лекторами были профессора Н. А. Агрономов и Д. Н. Невский. Если Николай Александрович всегда торопился, пытаясь успеть за быстротечной мыслью, то Дмитрий Николаевич на первых порах производил ошибочное впечатление крайне медлительного человека».
За 1925—1929 годы в различных журналах и сборниках было напечатано 75 его работ, издал ряд учебных руководств, в числе которых «Курс аналитической геометрии» (1926: изд-во ДВГУ).
Умер 23 апреля 1929 года от паралича сердца.